# Plymouth (Minnesota)
Plymouth je město v americkém státě Minnesota v Hennepin County, v rámci něhož tvoří součást předměstí aglomerace Minneapolis–Saint Paul. V roce 2016 zde žilo 77 216 obyvatel, což z něj činilo sedmé největší město v Minnesotě. Je pojmenováno podle města Plymouth v Devonu v Anglii.
Hlavní silnice, které jím procházejí jsou Interstate 494, U.S. Highway 169 a Minnesota State Highway 55.

## Rodáci
- Amy Klobucharová (* 1960), politička, federální senátorka